# Uperoleia
Uperoleia és un gènere de granotes de la família Myobatrachidae que es troba a Austràlia.

## Taxonomia
| Nom comú | Nom binomial                                                            |
| -------- | ----------------------------------------------------------------------- |
|          | Uperoleia altissima (Davies, Watson, McDonald, Trenerry & Werren, 1993) |
|          | Uperoleia arenicola (Tyler, Davies & Martin, 1981)                      |
|          | Uperoleia aspera (Tyler, Davies & Martin, 1981)                         |
|          | Uperoleia borealis (Tyler, Davies & Martin, 1981)                       |
|          | Uperoleia capitulata (Davies, McDonald & Corben, 1986)                  |
|          | Uperoleia crassa (Tyler, Davies & Martin, 1981)                         |
|          | Uperoleia fusca (Davies, McDonald & Corben, 1986)                       |
|          | Uperoleia glandulosa (Davies, Mahony & Roberts, 1985)                   |
|          | Uperoleia inundata (Tyler, Davies & Martin, 1981)                       |
|          | Uperoleia laevigata (Keferstein, 1867)                                  |
|          | Uperoleia lithomoda (Tyler, Davies & Martin, 1981)                      |
|          | Uperoleia littlejohni (Davies, McDonald & Corben, 1986)                 |
|          | Uperoleia marmorata (Gray, 1841)                                        |
|          | Uperoleia martini (Davies & Littlejohn, 1986)                           |
|          | Uperoleia micromeles (Tyler, Davies & Martin, 1981)                     |
|          | Uperoleia mimula (Davies, McDonald & Corben, 1986)                      |
|          | Uperoleia minima (Tyler, Davies & Martin, 1981)                         |
|          | Uperoleia mjobergi (Andersson, 1913)                                    |
|          | Uperoleia orientalis (Parker, 1940)                                     |
|          | Uperoleia rugosa (Andersson, 1916)                                      |
|          | Uperoleia russelli (Loveridge, 1933)                                    |
|          | Uperoleia talpa (Davies & Martin, 1981)                                 |
|          | Uperoleia trachyderma (Tyler, Davies & Martin, 1981)                    |
|          | Uperoleia tyleri (Davies & Littlejohn, 1986)                            |